# Retablo de San Bernardino (El Greco)
El retablo de san Bernardino es una obra realizada del Greco, autor tanto del lienzo representando a san Bernardino, como de la estructura arquitectónica en madera dorada que enmarca dicha pintura.

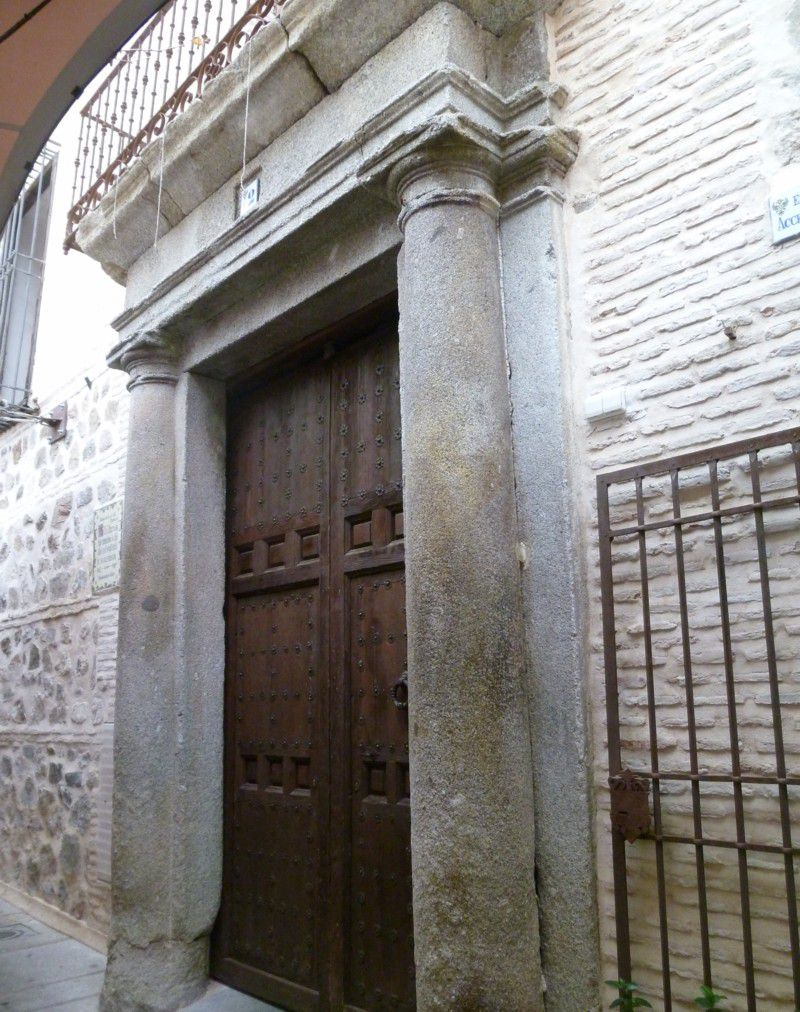
Portalada del Antiguo Colegio de San Bernardino. Posiblemente diseñada por El Greco. Actualmente muy desfigurada, especialmente en su parte superior.

## El retablo de San Bernardino
El Colegio Franciscano de San Bernardino fue fundado por el canónigo Bernardino Zapata en 1568, y erigido tras su muerte, en 1581. En el año 1603, el Greco se comprometió a realizar un retablo para la capilla de esta institución. La obra se realizó entre febrero y septiembre de este año, y fue contratada por 3000 reales, una cantidad modesta, justificada por la sencillez del conjunto: un lienzo representando a Bernardino de Siena, enmarcado por una estructura semejante a los retablos laterales del conjunto de los Retablos de Santo Domingo el Antiguo.
El retablo permaneció allí hasta la supresión de la Real Universidad de Toledo en 1845-46, y el posterior cierre del colegio, que dependía de dicha institución. Al ser desmantelado el conjunto, el lienzo fue llevado al Instituto de Segunda Enseñanza de Toledo, mientras que la estructura de madera fue llevada al convento de Santa Isabel de los Reyes, también en Toledo.
La pintura fue exhibida en la exposición dedicada al Greco en el Museo del Prado, en 1902. El marco fue comprado por el patronato de las Fundaciones Benigno de la Vega-Inclán en 1962, lo que permitió la reconstitución del conjunto.
Todavía se conserva —aunque mutilado y distorsionado— el portal de este colegio. Es una portalada muy sencilla, flanqueada por medias-columnas de orden toscano. Aunque se atribuye a un diseño de Jorge Manuel Theotocópuli, podría haber sido obra del Greco, según un dibujo del año 1607. Si existieron algunos elementos manieristas, se debían encontrar en una hornacina para una estatua —situada sobre la portada— actualmente desaparecida.

## Estructura del retablo
La estructura arquitectónica —en madera dorada— es muy sencilla. Si se tiene en cuenta su fecha tardía, representa un conservador retroceso al estilo del Renacimiento
También supone una regresión con respecto a los trabajos anteriores del Greco, ya que es muy similar a los retablos laterales del conjunto de los Retablos de Santo Domingo el Antiguo, su primer conjunto de pintura y arquitectura en madera.
La pintura, que representa a San Bernardino, está enmarcada por columnas jónico-dóricas sobre sendos pedestales que sostienen un entablamento, con un friso curvo y un frontón triangular.